# Йоркська шоколадна кішка
Йоркська шоколадна кішка (англ. York Chocolate Cat) — порода кішок, що виведена від свійських тварин невідомого походження.

## Історія
Порода одержала назву на честь штату Нью-Йорк у США, де була виведена. У 80-і роки XX століття Дженет Чифарі одержала дуже гарних кошенят темно-коричневого забарвлення від батька із чорною шерстю й чорно-білої матері. Шерсть довга. Імовірно, ген шоколадного забарвлення отриманий був тваринами від сіамських кішок. Порода є рідкісною і мало відома за межами США.

## Характер
Кішки цієї породи активні, енергійні, рухливі. Люблять товариство людей. Добре ладнають із дітьми.

## Зовнішній вигляд
Кішки породи йоркська шоколадна — це тварини, за зовнішнім виглядом дуже близькі до сіамських кішок старого типу. Вага кота може сягати 7-8 кг. Тіло довге, з добре розвинутою мускулатурою, але не масивне. Скелет тонкий. Кінцівки тонкі, але мускулясті. Лапи маленькі, заокруглені. Між пальцями ростуть довгі пасма волосся. Хвіст прямий, тонкий, довгий, звужується до кінчика. Вкритий довгою шерстю.
Голова має круглу форму, з округленим черепом. Чоло трохи опукле. Морда середніх розмірів. Ніс із плавним переходом до чола. Підборіддя з мочкою носа знаходиться майже на одній лінії. Вуха великі, широко розставлені. Кінчики вух трохи заокруглені. Очі великі, овальні, широко розставлені. Колір очей золотавий із зеленню. Шия тонка, довга.
Шерсть напівдовга, м'яка, шовковиста, тонка. Може бути яскраво виражений комір.

### Забарвлення
Забарвлення рівне шоколадне, рівне лілове або зі змішанням обох кольорів. Можлива наявність малюнка табі й типінгу до 18-місячного віку, який потім повинен зникнути. Кошенята виглядають світлішими, ніж дорослі тварини.
Біла велика пляма, що допускається на шиї, може спускатися на груди. Можливі білі «панчішки» на лапах.

## Світлини

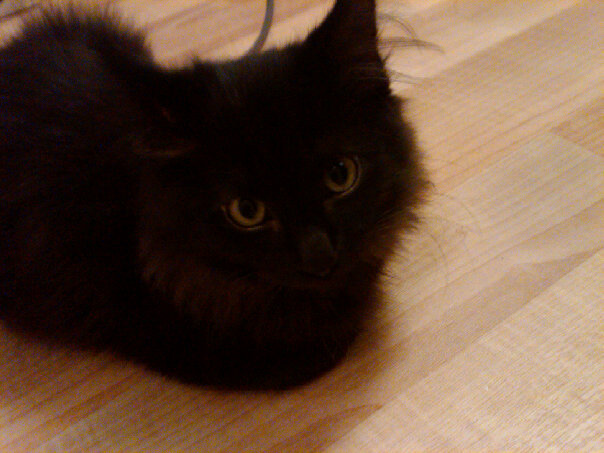
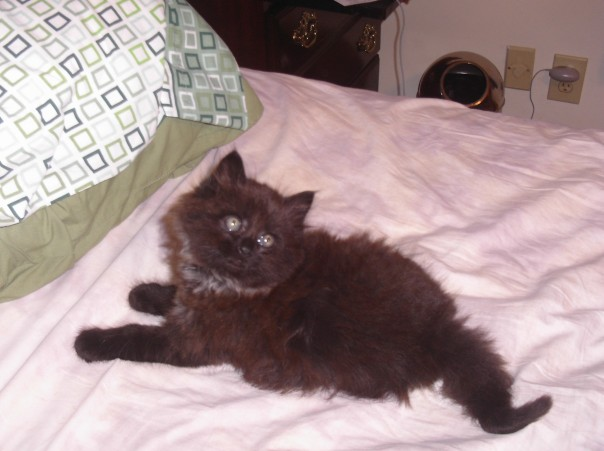
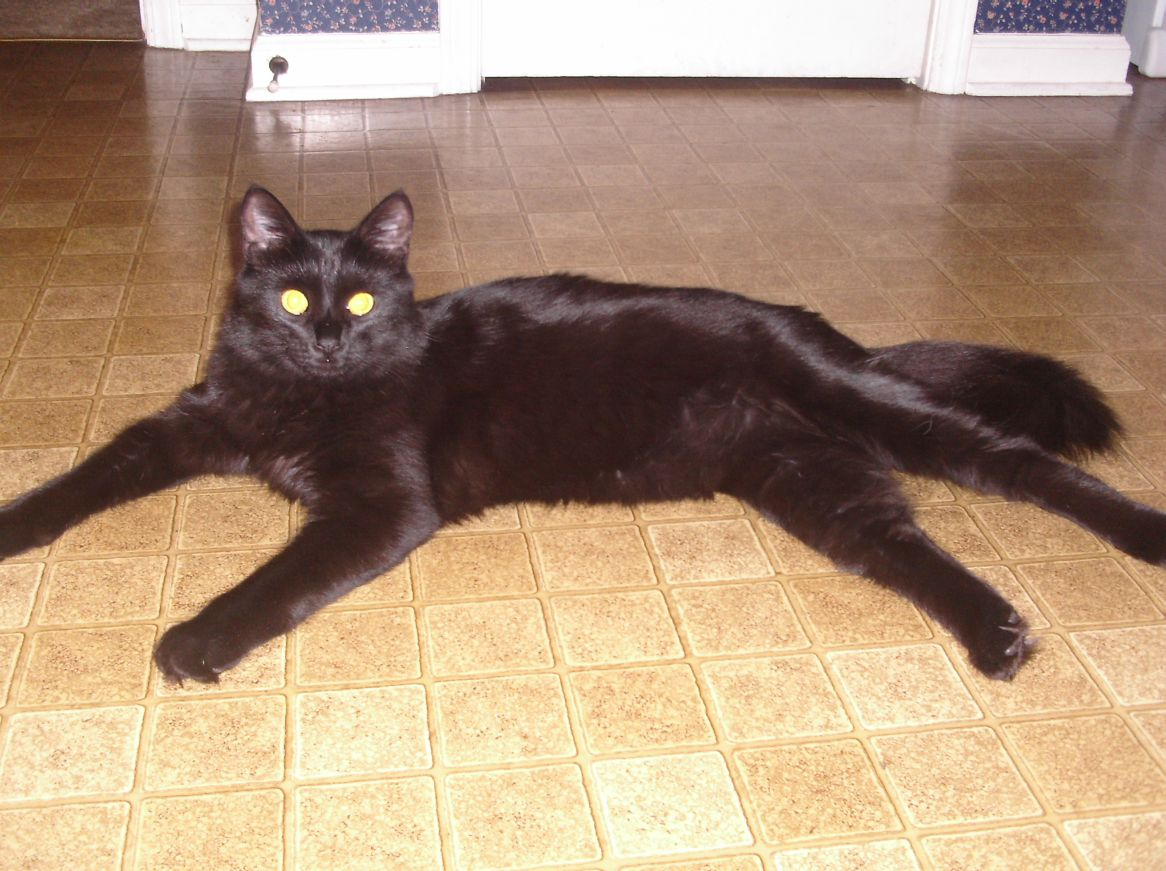